# Ordre équestre de Saint-Marin
L'ordre équestre de Saint-Marin, également connu sous le nom d'ordre de Saint-Marin, est une distinction honorifique décernée par la république de Saint-Marin. Il a été fondé le 15 mars 1860 par le Grand Conseil de Saint-Marin. Il est dédié à la mémoire du fondateur de la république Saint Marin de Rimini.
Il sert de récompense pour les services à l'État, l'art, la science et la « charité », ainsi que pour les services militaires. L'ordre est conféré par le Grand Conseil général et les deux chefs d'État, les capitaines-régents, sont les grands maîtres de l'ordre.

## Classes
L'ordre possède cinq classes et les statuts du 27 septembre 1868 ont limité le nombre des récipiendaires des classes individuelles comme suit :
- Grand-croix (50 récipiendaires) ;
- Grand officier (100 récipiendaires) ;
- Commandeur (200 récipiendaires) ;
- Officier (400 récipiendaires) ;
- Chevalier (2 000 récipiendaires).

L'ordre a ensuite été élargi pour inclure une médaille du mérite à trois grades or, argent et bronze.

## Description
L'insigne de l'ordre est formé d'une croix potencée émaillée blanche cerclée d'or, arrondie à l'extérieur avec des pointes serties de petites boules dorées. Il y a une tour dorée dans chacun des angles formés par les bras de la croix. L'insigne est surmonté d'une couronne dorée fermée au-dessus de laquelle est fixé l'anneau auquel le ruban est attaché. L'avers du médaillon montre les armoiries de la république (trois tours d'argent sur fond azur). Tout autour de la Croix du mérite civil, est inscrite en lettres dorées MERITO CIVILE, la Croix du mérite militaire porte les mots MERITO MILITARE. L'image de saint Marin peut être vue au revers et S. MARINO PROTECTOR dans un anneau bleu autour d'elle. La taille de la décoration est déterminée en fonction de la classe attribuée.
Avec l'introduction du deuxième modèle de l'insigne, les deux décorations ont été combinées et l'inscription à l'avers indique MERITO CIVILE E MILITARE.

## Ruban et port des insignes
Le ruban est formé de quatre traits verticaux bleus et trois blancs et la grande croix est portée avec le ruban de l'épaule droite à la hanche gauche. Les grands officiers et commandants portent la médaille au cou et les chevaliers sur la poitrine gauche ou à la boutonnière. Les officiers ont une rosette sur le ruban.
Les grand-croix et grands officiers portent également une étoile à huit branches, le dessin de ce dernier étant un peu plus petit. L'étoile de l'ordre a quatre faisceaux de rayons dorés brillants dans les angles et quatre faisceaux d'argent du même genre. Ces derniers sont également équipés de petites boules d'argent. Une croix blanche est placée sur l'étoile et est enveloppée dans une branche d'olivier et de chêne. Le médaillon émaillé bleu montre la devise de l'ordre : VOS LIBEROS AB utroque HOMINE.

## Autres ordres
À Saint-Marin, en plus de l'ordre équestre, seul un second ordre, l'ordre de Sainte-Agathe, est décerné.